# Carnaval (canción)
«Carnaval» corresponde a una canción del grupo de rock alternativo chileno, Lucybell. Es el segundo sencillo del álbum Viajar, editado en 1996, el cual contó con un videoclip. 
Fue compuesta y arreglada por Lucybell, aunque las letras son de su vocalista y líder, Claudio Valenzuela.
Esta forma parte, por palabras del propio Valenzuela en 2006, de sus canciones íntimas, por su contenido emotivo, junto con Milagro (del disco Amanece) y El Dragón y El gallo (del disco Comiendo Fuego). 
Según declaraciones del músico (para el programa de Canal 13 "Canción Nacional"), Carnaval está dedicada a una expareja que murió en un accidente aéreo, en un monte de Arequipa, Perú, en febrero de ese mismo año '96.